# Trybliographa rapae
Trybliographa rapae is een vliesvleugelig insect uit de familie van de Figitidae. De wetenschappelijke naam van de soort is voor het eerst geldig gepubliceerd in 1835 door Westwood.